# Vermisstenfall Joan Risch
Bei dem Vermisstenfall Joan Risch handelt es sich um einen ungeklärten Vermisstenfall, der sich am 24. Oktober 1961 in Lincoln in der Nähe von Boston im US-Bundesstaat Massachusetts ereignete.

## Hintergrund
Joan Risch, geborene Joan Carolyn Bard, kam 1930 als Tochter von Harold und Josephine Bard in Brooklyn, New York, zur Welt. Später zog die Familie nach New Jersey. In der Nacht vom 23. auf den 24. Februar 1939 (nach anderer Quelle im Jahr 1940) kamen ihre Eltern bei einem Wohnungsbrand ums Leben. Der bald aufkommende Verdacht, es habe sich um Brandstiftung gehandelt, ließ sich nicht erhärten. Die achtjährige Joan war zum Zeitpunkt des Brandes zu Besuch bei ihrer Großmutter gewesen. 
Nach dem Tod ihrer Eltern lebte Joan bei Verwandten in New Rochelle, New York, die sie adoptierten. Durch die Adoption erhielt sie den Nachnamen Nattrass. Laut mehreren Zeugen habe Joan einige Male glaubhaft angedeutet, von ihrem Adoptivvater sexuell missbraucht worden zu sein. Der mutmaßliche Missbrauch wurde jedoch nie nachgewiesen und von ihrem Adoptivvater bestritten. Nach ihrem Schulabschluss im Jahr 1948 studierte sie bis 1952 englische Literatur am Wilson College in Chambersburg, Pennsylvania und schloss mit Auszeichnung ab. Danach arbeitete sie zunächst als Sekretärin und später als Redaktionsassistentin im Verlagswesen in New York City. Im Dezember 1955 heiratete sie Martin Risch, zur Zeit ihres Verschwindens leitender Angestellter einer Papierfabrik. Nach der Geburt ihrer Tochter Lillian im Mai 1957 gab Joan ihren Job auf, um sich um ihr Kind und den Haushalt zu kümmern. Im Jahr 1959 wurde ihr Sohn David geboren und im April 1961 zog die Familie nach Lincoln, Massachusetts, in das Haus in der Old Bedford Road, aus dem Joan ein halbes Jahr später verschwand.

## Verschwinden
Um 6:50 Uhr am Morgen des 24. Oktober 1961 brach Martin Risch zu einer Geschäftsreise auf. Er fuhr mit seinem Wagen zum Logan International Airport, von wo aus er die 8-Uhr-Maschine nach New York City nahm. Seine Rückkehr war für den folgenden Tag geplant. Nachdem Joan ihre Kinder geweckt und ihnen Frühstück zubereitet hatte, brachte sie David zu ihrer Nachbarin Barbara Barker auf der anderen Straßenseite und fuhr anschließend mit Lillian in ihrem 1951er Chevrolet nach Bedford zu einem Zahnarzttermin um 9:30 Uhr und zum Einkaufen. Während ihrer Abwesenheit wurden die Post und die Milch zum Haus der Rischs geliefert und der Müll abgeholt, niemandem war dabei etwas Ungewöhnliches aufgefallen.
Nach ihrer Rückkehr aus Bedford gegen 10:55 Uhr holte Joan ihren Sohn bei der Nachbarin ab, unterhielt sich dabei kurz mit ihr und kehrte dann mit ihren beiden Kindern heim. Laut der Nachbarin sei Joan „extrem guter“ Stimmung gewesen. Gegen 11:15 Uhr holte ein Bote mehrere Kleidungsstücke für die Reinigung ab (er hatte sich etwa fünf Minuten im Haus aufgehalten, bemerkte nichts Außergewöhnliches und beschrieb Joans Stimmung als „heiter“). Nach dem Mittagessen legte Joan ihren Sohn schlafen. Davids Mittagsschlaf dauerte für gewöhnlich bis 14:00 Uhr. Um 13:20 Uhr kam Douglas, der vierjährige Sohn von Barbara Barker, herüber zu den Rischs, um mit Lillian zu spielen. Kurz vor 14:00 Uhr begleitete Joan ihre Tochter und Douglas zur Schaukel im Vorgarten der Barkers und ging anschließend in ihr Haus zurück, ohne mit Barbara Barker gesprochen zu haben. Zu den Kindern hatte Joan gesagt, dass sie bald wiederkomme. Kurz darauf entdeckte Barbara Barker die Kinder in ihrem Garten und holte sie ins Haus. Um 14:15 Uhr beobachtete sie durch ihr Küchenfenster, wie Joan in der Hofeinfahrt mit ausgestreckten Armen Richtung Garage ging und dabei etwas Rotes zu tragen schien. Barbara Barker gab später zu Protokoll: „Ich erinnere mich an etwas Rotes. In dem Moment dachte ich, es handle sich um die rote Jacke eines Kindes, das vor ihr war, und irgendwie kam mir der Gedanke, dass sie einem Kind [in einer roten Jacke] nachläuft […] Was auch immer es war, es war niedrig und in ihrer Nähe.“
Um 15:45 Uhr begleitete Barbara Barker Lillian hinüber zu den Rischs. Da Joans Wagen in der Hofeinfahrt stand, nahm Barbara an, dass sie zuhause sei, und so ließ sie Lillian im Vorgarten zurück und fuhr mit ihren eigenen Kindern einkaufen. Lillian ging durch eine unverschlossene Seitentür ins Haus. Im oberen Stockwerk hörte sie ihren Bruder weinen, ihre Mutter war jedoch nirgends zu sehen oder zu hören. Sie ging daraufhin ins Kinderzimmer und verbrachte die nächste halbe Stunde bei ihrem Bruder. Nachdem die Barkers gegen 16:15 Uhr vom Einkaufen zurückgekehrt waren, ging Lillian zurück zum Haus der Nachbarn, wo sie laut diversen Zeitungsberichten sinngemäß zu Barbara Barker gesagt haben soll, dass ihre Mama nicht zu Hause und in der Küche „überall rote Farbe“ sei. Barbara Barker ging daraufhin besorgt hinüber zum Haus der Rischs, um nach dem Rechten zu sehen. In der Küche erblickte sie Blutspritzer und verschmiertes Blut an den Wänden und auf dem Fußboden. Das Telefon war aus der Wand gerissen und ein Beistelltisch umgeworfen worden, auf dem Fußboden lagen diverse Gegenstände verstreut. Barbara rief nach Joan und als sie keine Antwort erhielt, ging sie nach oben ins Kinderzimmer, holte den weinenden David und verständigte von ihrem eigenen Haus aus um 16:33 Uhr die Polizei.

## Polizeiliche Ermittlungen
Die wenige Minuten nach Barbara Barkers Notruf eintreffende Polizei suchte vergeblich im gesamten Haus und auf dem Grundstück nach Joan Risch. Die Suche im angrenzenden Wald und entlang der Straßen, an der auch ein Spürhund beteiligt war, verlief ebenso ergebnislos. Der Hund konnte die Fährte nur bis in den Hof und zum Haus der Barkers aufnehmen. Auch in die Krankenhäuser der Gegend war niemand eingeliefert worden, auf den Joans Beschreibung passte.
In der Küche dokumentierte die Polizei auf dem Boden und an den Wänden getrocknete Schmierspuren und Spritzer von Blut. Eine Blutspur befand sich zudem in der Nähe des Seiteneingangs und an dem aus der Wand gerissenen Telefon. Weitere Blutspuren fanden sich auf Kinderkleidung, die auf einem Stuhl bzw. dem Boden in der Küche lag. Auch im Elternschlafzimmer, einem der Kinderschlafzimmer, auf der Treppe zum oberen Stock sowie im dortigen Flur fanden sich Blutspuren. Eine weitere Blutspur führte von der Küchentür nach draußen bis zu Joan Rischs Auto, das in der Hofeinfahrt parkte. Am Auto selbst fanden sich vier Blutspuren und auf dem Autodach lag ein einzelner Kleiderbügel. Es handelte sich um Blut vom Typ 0 – Joan Rischs Blutgruppe. Trotz der zahlreichen, teils großflächigen Blutspuren, die zunächst einen hohen Blutverlust vermuten ließen, betrug die vorgefundene Blutmenge tatsächlich lediglich rund 240 ml, was auf eine nur oberflächliche Verletzung hinwies.
Die Polizei konnte drei Fingerabdrücke und den Teil eines Handabdrucks sicherstellen, die keiner der im Risch-Haushalt lebenden Personen zugeordnet werden konnten. Bis ins Jahr 1993 glichen die Ermittler die Abdrücke mit denen von mehr als 5.000 Personen ab, fanden jedoch keine Übereinstimmung.
Darüber hinaus machte die Polizei folgende Entdeckungen:
- Mitten in der Küche stand ein Plastikabfalleimer, der normalerweise unter der Spüle stand. In dem Eimer befanden sich unter anderem zwei leere Whiskey-Flaschen, fünf Bierflaschen und der herausgerissene Telefonhörer. Martin Risch sagte später aus, dass er und seine Frau eine der beiden Whiskey-Flaschen am Vorabend geleert hätten. Die Herkunft der anderen Flaschen konnte er jedoch nicht erklären.
- Das Telefonbuch war auf einer Seite aufgeschlagen, auf der Notrufnummern notiert werden konnten, es waren jedoch keine Eintragungen vorgenommen worden.
- Joan Risch hatte ihre Handtasche zurückgelassen, in der sich Geld, Schminke und Schlüssel befanden.
- Ihr grauer Mantel fehlte.
- Das Abendessen stand vorbereitet im Kühlschrank.[14]

Bei der Polizei meldeten sich mehrere Augenzeugen, die am Nachmittag des Verschwindens bei drei verschiedenen Gelegenheiten eine Frau gesehen haben wollten, auf die Joan Rischs Beschreibung zutraf. Bei der ersten Sichtung um 14:45 Uhr sei die Frau – knapp 300 Meter vom Haus der Rischs entfernt – die Route 2A in Richtung Westen entlang gelaufen. Zwischen 15:15 Uhr und 15:30 Uhr wurde die Frau acht bis zehn Kilometer vom Risch-Haus entfernt an der Route 128 gesichtet. Bei der dritten und letzten Sichtung wurde die Frau um 16:25 Uhr an einer anderen Stelle der Route 128 gesehen, dieses Mal in sechs Kilometern Entfernung zum Haus der Rischs.
Um 15:25 Uhr erblickte das 13-jährige Nachbarsmädchen Virginia Keene auf dem Heimweg von der Schule einen fremden Wagen am Ende der Hofeinfahrt der Rischs. Laut ihrer Beschreibung handelte es sich um einen grau-blauen oder grauen, verschmutzten 1954er Plymouth, vermutlich mit Nummernschildern des Bundesstaates Massachusetts. Als die Anwohnerin Hilda Ziegler gegen 15:40 Uhr mit ihrem Wagen am Haus der Rischs vorbeikam, beobachtete sie, wie ein blaues Auto aus der Hofeinfahrt der Rischs davonfuhr.
Die Ermittler konnten anhand der gefundenen Spuren und Zeugenbeobachtungen weder ausschließen, dass Joan Risch einem Verbrechen zum Opfer gefallen war, noch dass sie einen Unfall erlitten oder ihr Verschwinden selbst inszeniert hatte. Der Fall gilt nach wie vor als ungeklärt.

## Theorien zum Verschwinden
Es kursieren verschiedene Theorien zu Joan Rischs Verschwinden. Eine dieser Theorien besagt, dass sie ihre Küche als vermeintlichen Tatort einer Entführung inszeniert habe, um untertauchen und woanders ein neues Leben beginnen zu können. Die Vertreter dieser Theorie stützen sich auf eine Entdeckung, die eine Lokalzeitungsreporterin im Jahr 1963 machte: Joan Risch hatte in der Zeit vom 20. April 1961 bis zu ihrem Verschwinden im Oktober 1961 in der Bibliothek von Lincoln 24 Bücher ausgeliehen, von denen mehrere vom mysteriösen Verschwinden von Personen handelten.
Eine andere Theorie geht davon aus, dass Joan Risch von einem Unbekannten in ihrer Küche überfallen und mit einem Auto weggebracht wurde.  Laut einer weiteren Theorie sei sie schwanger gewesen und habe in ihrer Küche von einem Unbekannten eine illegale Abtreibung vornehmen lassen. Sie sei dabei ums Leben gekommen und der Unbekannte habe versucht, alles zu vertuschen. Auch wird spekuliert, dass Joan Risch einen Unfall oder einen anderen medizinischen Notfall (z. B. eine Fehlgeburt oder eine Kopfverletzung) erlitten habe. Unter anderem erklärt diese Theorie jedoch nicht die fremden Fingerabdrücke, die in der Küche gefunden wurden.

## Rezeption
Joan Rischs Verschwinden sorgte vor allem im Neuengland der 1960er Jahre für großes Aufsehen. Innerhalb der ersten zehn Wochen nach dem Vorfall erschienen über den Fall insgesamt mehr als 100 Artikel in Zeitungen wie dem Boston Globe, dem Boston Herald und der New York Times. Ihr Verschwinden galt damals als mysteriöser als der Fall des „Boston Stranglers“. Rund sechs Jahrzehnte nach ihrem Verschwinden wird über den Fall noch immer in Internet-Blogs und YouTube-Videos spekuliert. Der Autor Stephen H. Ahern analysierte Rischs Verschwinden in seinem 2020 erschienenen Buch A Kitchen Painted in Blood: The Unsolved Disappearance of Joan Risch.